# Izu Ōshima
Izu Ōshima (伊豆大島? letteralmente: grande isola delle Izu) è un'isola vulcanica dell'arcipelago giapponese delle Izu (伊豆諸島), situate al largo della costa centro-orientale di Honshū, la maggiore isola del paese.

## Amministrazione
Il territorio dell'isola coincide con la Cittadina di Ōshima (大島町?, Ōshima-machi) e fa parte dell'omonima sottoprefettura, che ricade sotto la giurisdizione del Governo Metropolitano di Tokyo. Il municipio si trova a Motomachi, il maggior centro abitato dell'isola situato a nord-ovest, che ospita anche il porto e le maggiori attività commerciali.

## Geografia
L'isola si trova sull'Oceano Pacifico all'imbocco della baia di Sagami, circa 100 km a sud di Tokyo e 22 km ad est della penisola di Izu, che fa parte della Prefettura di Shizuoka. Ha una superficie di 91,06 km², ed è la più grande e la più vicina alla capitale tra tutte le isole amministrate dalla metropoli di Tokyo, comprese anche le remote isole Ogasawara.
Il territorio di Izu Ōshima è coperto quasi esclusivamente dal suo stratovulcano, il Monte Mihara, la cui ultima grande eruzione del 1986 costrinse la popolazione dell'isola ad evacuare. In tale eruzione pliniana, la fuoriuscita di lava arrivò a 1600 metri di altezza e la colonna di fumo si innalzò per 16 km. Anche se le rocce del vulcano sono in prevalenza basaltiche, le eruzioni maggiori si sono ripetute ad intervalli di 100/150 anni. L'ultima eruzione si è registrata nel 1990 ed è stata di entità minore.

## Attrazioni turistiche
Oltre che per le sue spiagge, l'isola è conosciuta per la bellezza delle sue camelie rosse. Da gennaio a marzo, il "Parco della Prefettura di Ōshima" (toritsu Ōshima kōen) ospita il Festival della Camelia (Tsubaki-matsuri), nel periodo in cui fioriscono i 5000 arbusti di camelia dell'isola. Di grande rilievo sono anche gli stabilimenti di acque termali di origine vulcanica (onsen). Tra questi ultimi, uno dei più suggestivi è quello di Hama-no-yu situato nei pressi di Motomachi, la cui piscina è alimentata dalle calde acque solforose di una sorgente creatasi con l'eruzione del 1986.
Molto popolari sono diventati i vari percorsi di trekking situati sul Monte Mihara. A Motomachi vi è un museo del vulcano, che trasmette video delle eruzioni passate ed altri interessanti filmati correlati. Dalla sommità del vulcano, posta a 764 m s.l.m., si domina il panorama delle isole vicine, del Fuji e della terraferma. Izu Ōshima è una località popolare per i turisti sia di Tokyo che di Shizuoka grazie alla sua notevole vicinanza: gli aliscafi permettono di raggiungere l'isola in 105 minuti da un porto vicino a Tokyo ed in 45 minuti da uno vicino a Shizuoka. Izu Ōshima è inserita nel Parco nazionale Fuji-Hakone-Izu, che raggruppa le bellezze naturali presenti nelle zone del Fuji, di Hakone, della penisola di Izu e dell'arcipelago delle Izu.

## Trasporti
I collegamenti sono assicurati da numerosi traghetti che partono dal molo di Motomachi ed arrivano al porto di Takeshiba Sanbashi, vicino alla stazione di Hamamatsuchō a Tokyo, e a quello di Atami, nella Prefettura di Shizuoka. C'è anche un servizio regolare di aliscafi sia tra Motomachi e Takeshiba Sanbashi (Tokyo) che tra Motomachi e Atami.
Ci sono parecchi voli giornalieri dall'Aeroporto di Ōshima all'Aeroporto di Tokyo-Haneda e a quello di Chōfu, che si trovano nella terraferma della metropoli di Tokyo. Altri voli da Ōshima sono diretti all'Aeroporto di Hachijō, sull'altra isola delle Izu Hachijojima. Un servizio di autobus collega le principali località dell'isola.

## Izu Ōshima nei film e nella letteratura
Il vulcano dell'isola fu utilizzato nella trama del film Il ritorno di Godzilla, come il luogo dove il governo giapponese seppellisce Godzilla. Il Monte Mihara appare nuovamente nel seguito, Godzilla contro Biollante, nel quale Godzilla ritorno in circolazione dopo l'eruzione del vulcano. L'isola appare ancora nella finzione narrativa come uno degli scenari del libro Ring scritto da Kōji Suzuki e della pellicola omonima tratta dal libro stesso. Inoltre sulla spiaggia di Oshima è ambientato un episodio dell'anime Kimagure Orange Road (È quasi magia Johnny nell'edizione italiana).